# Boscarla becfina
La boscarla becfina. (Acrocephalus gracilirostris) és una espècie d'ocell de la família dels acrocefàlids (Acrocephalidae) que habita canyars i papirs als llacs de l'Àfrica subsahariana.